# Nikola Kont Orahovički (Iločki)
Nikola Kont Orahovički (mađar.: Raholcai Kont Miklós; *? – † prije 16. travnja 1367.), hrvatsko-ugarski velikaš, moćan i utjecajan na dvoru kralja Ljudevita Anžuvinskog, vršeći funkciju palatina, praotac i utemeljitelj ugledne i bogate slavonske obitelji Iločki.

## Životopis
Nikola je bio potomak plemićke obitelji koja je vukla podrijetlo s područja srednjovjekovne Dubičke županije u tadašnjoj „donjoj Slavoniji“. On je prvi u obitelji koji se zvao Nikola, da bi kasnije, u naredne četiri generacije, nekoliko njegovih potomaka također imalo isto ime. Nazvan Kont u vrijeme dok je kao vjeran kraljev podanik sudjelovao u vojnim pohodima u Italiji (prema talijanskoj riječi conte = grof), nosio je pridjevak Orahovički, jer je njegov otac Lovro, u Ugarskoj zvan Tót (na latinskom: Sclavus = Slaven), dobio od kralja posjed Orahovicu s velebnom utvrdom Ružica grad. Rođen najvjerojatnije početkom 14. stoljeća (ne postoje raspoloživi podaci o mjestu i vremenu njegova rođenja), imao je dva brata, Bartola i Lenkusa, koji su također obavljali dvorske dužnosti (glavni peharnik, glavni trpeznik), ali nisu dosegli njegovu slavu.
Stalno se uspinjući na ljestvici utjecaja i moći u Kraljevstvu, Nikola je sredinom 14. stoljeća postao jedan od najvažnijih Ljudevitovih velikaša, priskrbivši si stalno nova imanja i titule. Godine 1343. spominje se u izvorima kao udvarski vitez, od 1345. do 1351. obnašao je dužnost kraljevskog peharnika, 1351. postaje erdeljski vojvoda, a 1356. ugarski palatin, najviši kraljev državni dužnosnik. U međuvremenu je bio i župan u više hrvatskih i ugarskih županija, među kojima i varaždinske (od 1349).
U zavidnoj vojnoj karijeri, Kont se istaknuo osobito u nekim bitkama u Italiji. U ratu 1347-1348. zapovijedao je, zajedno s Ivanom Gorjanskim (stricem Nikole I. Gorjanskog, mačvanskog bana i ugarskog palatina) vojnom postrojbom koja je osvojila grad L'Aquilu, a 1350. je, prilikom opsade grada Averse, sjeverno od Napulja, postavljen od strane kralja za glavnog zapovjednika, nakon što je smijenjen Stjepan Lacković. Sudjelovao je i u Ljudevitovom pohodu na Bosnu (kojom je tada vladao ban Tvrtko Kotromanić) godine 1363., te na Bugarsku (1365), gdje je kao palatin imao zapovjednu funkciju. Premda je bosanski ban Tvrtko tada formalno bio vazal kralja Ljudevita, rat u Bosni je vođen pod izgovorom akcije protiv bosanskih heretika - krstjana, a završio je neuspjehom kraljeve vojske. 
Kada je godine 1364. izumro iločki ogranak ugarske plemićke obitelji Csák, kralj je 1365. grad Ilok i pripadajuće vlastelinstvo dodijelio Nikoli[kojem Nikoli?] i njegovom nećaku Ladislavu, Lenkusovom sinu[je li Lenkusa, Lovrina brata]. Sam Nikola nije se od tada potpisivao kao Iločki, nego su taj pridjevak počeli koristiti tek njegovi potomci, koji su strateški važan i dobro utvrđeni grad ponad Dunava i sjedište svoje obitelji još više izgradili i bolje utvrdili. 
Nikola Kont Orahovički umro je 1367. godine, a naslijedili su ga sinovi Nikola II. (†1397.) i Bartol II. (†1393.), koji nisu dosegli sjaj i slavu svog oca. Tek je Bartolov unuk Nikola V. Iločki (koji je bio mačvanski, slavonski i usorski ban, erdeljski vojvoda i bosanski kralj), doveo obitelj do vrhunca moći.

## Utvrde Nikole Konta
| Ružica grad kod Orahovice u Slavoniji | Palota (Várpalota) u Vesprimskoj županiji, Mađarska | Galgóc (danas Hlohovec) u Slovačkoj | Utvrđeni grad Ilok, Vukovarsko-srijemska županija |

## Vanjske poveznice
- Nikolina obitelj u enciklopediji Leksikografskog zavoda „Miroslav Krleža“
- Palatin Nikola Kont – gospodar Orahovice  Arhivirana inačica izvorne stranice od 27. siječnja 2012. (Wayback Machine)
- Nikola Kont – vlasnik Ružica-grada kod Orahovice[neaktivna poveznica]
- Kralj Ljudevit I. darovao Ilok Nikoli Kontu  Arhivirana inačica izvorne stranice od 13. prosinca 2007. (Wayback Machine)